# Giovacchino Magherini
Giovacchino Magherini (Rufina, 11 agosto 1918 – ...) è stato un calciatore italiano, di ruolo ala sinistra.

## Carriera
In gioventù militò nella Fiorentina, che nel 1938 lo cedette in prestito al Prato. Tornato a Firenze, giocò successivamente in Serie A per una stagione con i viola. Vince un Campionato toscano di guerra 1944-1945.

## Palmarès

### Club

#### Competizioni nazionali
- Serie C: 1

Arezzo: 1947-1948

#### Competizioni regionali
- Campionato toscano di guerra: 1

Fiorentina: 1944-1945